# Gubin
Gubin (tyska: Guben) är en sedan 1945 delad gränsstad i västra Polen, belägen vid floden Lausitzer Neisse och gränsen mot Tyskland, omkring 55 km väster om Zielona Góra och omkring 120 km sydost om Berlin. Den polska delen, Gubin, utgör administrativt en stadskommun (gmina miejska) med 16 984 invånare (2013), tillhörande distriktet Powiat krośnieński i Lubusz vojvodskap. 
Staden är sedan 1945, då nationsgränsen mellan Tyskland och Polen enligt Potsdamöverenskommelsen drogs vid floden Neisse, delad i två delar; den östra delen med den gamla stadskärnan tillhör Polen under namnet Gubin medan stadsdelarna väster om floden idag utgör de återstående delarna av den tyska staden Guben i Brandenburg.

## Historia
Detta avsnitt behandlar enbart de polska stadsdelarnas historia efter 1945. För stadens historia före 1945, se Guben.
Vid Potsdamöverenskommelsen efter Tysklands kapitulation i andra världskriget 1945 beslutades att den nya polsk-tyska gränsen skulle dras vid floden Lausitzer Neisse, den så kallade Oder-Neisselinjen. Detta ledde till att staden Guben administrativt delades i två oberoende delar. Den kvarvarande västra delen i Tyskland omfattade de västra stadsdelarna, medan stadskärnan och de östra förstäderna tillföll Folkrepubliken Polen.
Den historiska stadskyrkan och rådhuset skadades båda svårt i striderna 1945. Rådhuset har senare byggts upp medan stadskyrkan har bevarats som ruin; en tysk-polsk förening verkar sedan 2005 för kyrkans återuppförande. Mellan 1951 och 2002 var staden regementsstad och högkvarter för den polska 5:e infanteridivisionen, från 1956 den 5:e pansardivisionen.

## Sevärdheter
- Rådhuset från 1300-talet, ombyggt flera gånger. Rådhuset förstördes 1945 och återuppbyggdes efter kriget.
- Ruinen av stadskyrkan från 1300-talet.
- Mickiewiczparken, uppkallad efter den polske nationalpoeten Adam Bernard Mickiewicz.
- Teaterön i Lausitzer Neisse, döpt efter teatern som uppfördes här 1874. Teatern är idag en delvis återuppförd ruin. Mitt på ön finns skulpturen "Guldskatten" av Julian Zaplatynski.
- Rester av stadsmuren från 1300-talet, med det 28,5 meter höga Werderturm.
- Minnessten över Corona Schröter, konstnär och musa åt Goethe, född i Guben 1751.
- Minnessten över synagogan på Ulica Dabrowskiego, uppförd 1878 och förstörd under Kristallnatten.

## Kommunikationer
Järnvägsbron över gränsen och Gubins östra järnvägsstation på den polska sidan trafikeras i dagsläget inte med persontrafik, men från Gubens västra station på den tyska sidan finns järnvägsförbindelser mot Frankfurt an der Oder och Cottbus, med enstaka direktförbindelser mot Berlin och Magdeburg.
Den öst-västliga nationella landsvägen DK32 börjar i Gubin och sammanbinder staden med Zielona Góra och Poznań. I Gubin finns också en gränsövergång till tyska Guben med vidare förbindelse mot Cottbus över Bundesstrasse 97.

## Vänorter
- Guben, Tyskland
- Kwidzyn, Polen
- Laatzen, Tyskland
- Paks, Ungern